# Källaren Tre Kronor

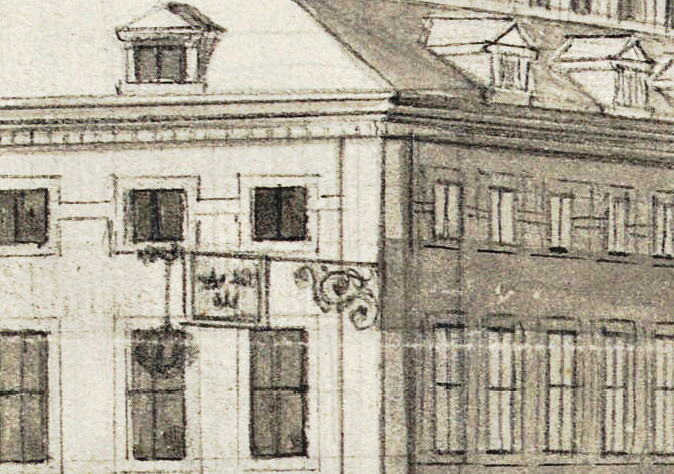
Skylt och vinlövskrans, 1691.

Källaren Tre Kronor (även kallad Stadskällaren Tre Kronor) var ett värdshus och en vinkällare i kvarteret Proserpina i hörnet Österlånggatan / Norra Bankogränd i Gamla stan, Stockholm. Tre Kronor är känt sedan tidigt 1600-tal och bytte namn på 1680-talet till Bankokällare som existerade fram till 1772 när Norra Bankohuset uppfördes här.

## Historik

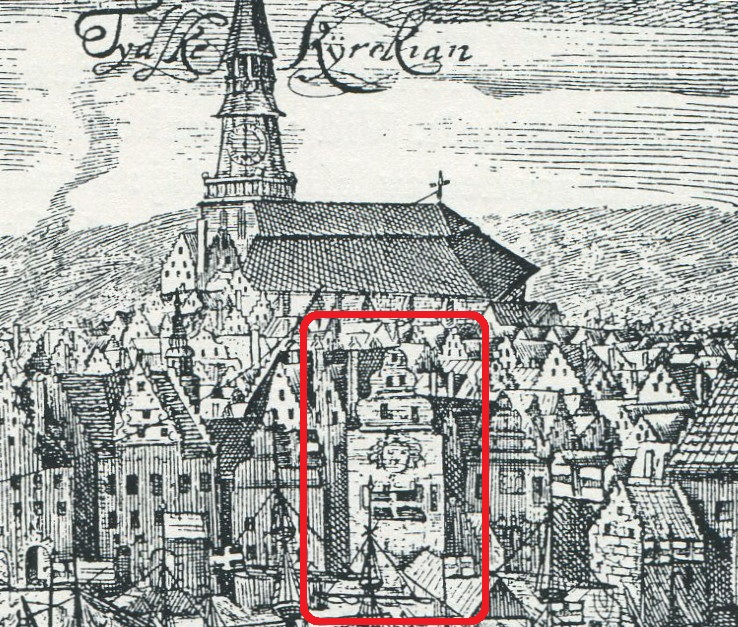
Gaveln mot Skeppsbron, 1650-tal.

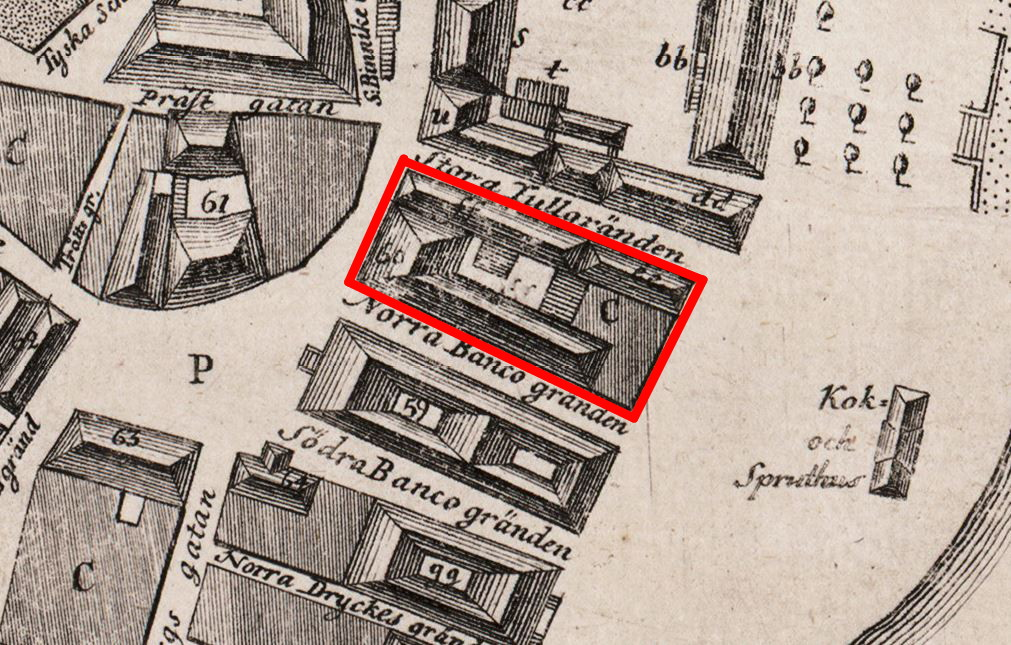
Jonas Brolins karta från 1771.

Tre Kronor hörde till ett av åtta värdshus och gårkök vilka genom en kunglig förordning från 1605 fick officiell status att ta hand om hovets utländska gäster och främmande sändebud. De fick även rätten att handla med utländska viner och öl i Staden mellan broarna. Tre Kronor var den förnämligaste av alla och inrymdes i Alardiska huset vid nordöstra sidan av Järntorget. Huset uppfördes på 1580-talet på kung Johan III:s initiativ för järnhantering vid det intilliggande Järntorget och fick sitt namn efter en senare ägare, handelsmannen Joakim Gottfrid Alardi.
Redan i handlingar från 1600-talet omtalas ett hus vid Järntorget med namnet Tre Kronor. Troligen bodde här krögaren Henrik Danitz, kallat Luntenkröger, som i början av 1600-talet bedrev sin värdshusrörelse i husets södra del. Enligt en illustration från 1650-talet smyckades gavelfasaden mot Skeppsbron av en stor kartusch visande tre kronor. Så kunde handelsresande och besökare, som närmade sig Stockholm från sjösidan redan på långt håll se vinkällaren Tre Kronors läge i Skeppsbroraden.
Huset ägdes 1684 av riksmarskalken greve Johan Gabriel Stenbock, som samma år sålde det vidare till rådmannen Thomas Perman. Genom arv gick huset till friherre Casten Feif och sedan vidare till riksrådet friherre Samuel Åkerhielm den yngre. Feif var dotterson till vinskänken Kasten Hoff (upphovsman till vinkällaren Kastenhof). Därefter såldes huset den 8 juni 1745 till bröderna Anders och Joakim Gottfrid Alardi. 
Man kan utgå ifrån att rörelsen för Tre Kronor sköttes inte av husets ägare själva utan av kompettenta hyresgäster. Kraven var höga och Tre Kronor hörde till stadens främsta vinkällare. Erik Dahlberghs illustration över Södra Bankohuset och Järntorget från 1691 i Sueciaverket visar källarens skylt som sitter i hörnet på Alardiska huset. På Dahlberghs skiss till kopparsticket framgår även skyltens tre kronor och en vinlövskrans som motsvarade  Vinskänkarsocietets officiella krav för skyltning av vinkällare.
När Södra Bankohuset i grannkvarteret Pluto började uppföras 1675 bytte Tre Kronor till passande Bankokällare (Banko Kjällar) vilket framgår av Jonas Brolins karta från 1771. År 1772 förvärvade Riksbanken Alardiska huset från Simon Bernhard Hebbe. Huset revs för att bereda plats åt Norra Bankohuset. Någon ersättare för Tre Kronor eller Bancokällaren blev det aldrig.